# Fekete Özvegy (film, 2021)
A Fekete Özvegy (eredeti cím: Black Widow) 2021-es amerikai szuperhősfilm, gyártója a Marvel Studios, forgalmazója a Walt Disney Pictures. A Bosszúállókból megismert Natalia Romanova (Natasha Romanoff) előzményfilmje, egyúttal a Marvel-moziuniverzum (MCU) huszonnegyedik filmje. A film rendezője Cate Shortland, írója Jac Schaeffer és Ned Benson. A főszereplők Scarlett Johansson mint Fekete Özvegy, Rachel Weisz, David Harbour, Florence Pugh és O-T Fagbenle.
A film bemutatóját többször elhalasztották a koronavírus-járvány miatt. Bemutatójának dátuma az Egyesült Államokban 2021. július 9., Magyarországon 2021. július 8-án mutatták be a mozikban.

## Cselekmény
1995-ben Alekszej Sosztakov, szuperkatona és Melina Vosztokov, egykori Fekete Özvegy Ohio államban (USA) élnek fogadott lányaikkal, Natasa Romanovval és Jelena Belovával. Amikor Alekszej ellopja a SHIELD inteljét, a családnak hirtelen menekülnie kell. Egy előre elkészített kisrepülőgéppel Kubába szöknek, miközben fegyveresek lőnek rájuk, Melinát el is találják, így Natasának kell vezetnie a gépet, miközben Alekszej a gép szárnyába kapaszkodik.
Kubában már a repülőtéren találkoznak főnökükkel, Drejkovval. Natasát és Jelenát átadják neki, hogy a „Vörös Szobában” legyenek kiképezve.
Évek teltek el. Natasa és Clint Barton egy előre megtervezett akcióban felrobbantják Drejkovot és kislányát, Antoniát (de később kiderül, hogy egyikük sem halt meg).
Marokkóban Jelena megöl egy egykori Fekete Özvegyet, de kapcsolatba kerül a Vörös por anyagával, amely feloldja a Vörös szoba kémiai irányítása alól. Elküld a port tartalmazó néhány fiolát Natasának abban a reményben, hogy Natasa segít felszabadítani a többi Özvegyet.
2016-ban Natasa a sokovia-egyezmények megsértése miatt menekülésben van. Megszökik  Thaddeus Ross külügyminiszter és fegyveres emberei elől és Norvégiába utazik, ahol egy elhagyatott helyen egy lakókocsiban él.
Amikor Natasa öntudatlanul elhajt az ellenszerrel, a „Kiképző” megpróbálja felrobbantani a kocsiját, majd megtámadja egy hídon. Natasának a folyóba esve sikerül elmenekülnie és megtudja, hogy a port tartalmazó fiolákat Jelena küldte neki.
A két lánytestvér Budapesten találkozik újra. Natasa megtudja, hogy Drejkov még mindig életben van és a Vörös Szoba továbbra is aktívan működik. Natasa és Jelena átszáguldozik a városon, menekülve a Fekete Özvegyek és a Kiképző elől. Utána találkoznak Rick Masonnal, aki egy orosz helikoptert szerzett nekik.
Natasa és Jelena kiszabadítja Alekszejt egy sarkvidékhez közeli orosz börtönből, abban a reményben, hogy tőle megtudják a Vörös Szoba és benne Drejkov helyét. Alekszej azt mondja nekik, hogy beszéljenek Melinával, aki egy oroszországi tanyán él és intelligens disznók kitenyésztésével foglalkozik. Melina fejlesztette ki az Özvegyeknél alkalmazott elme-ellenőrzési folyamatot is. Miután megérkeznek, Melina titokban értesíti Drejkovot. Előtte feltárják a lányok előtt, hogy ők nem igazi család, hiszen a lányokat csak örökbe fogadták elsősorban a későbbi kiképzésük céljából. Mivel Natasa idősebb, már tudott erről, és kereste is a biológiai anyját, de őt Drejkov megölette, mert az anyja is kereste őt. Jelenát sokkolja a hír, hogy Melina és Alekszej nem az igazi anyja és apja.
Megérkeznek a katonák és elviszik őket a Vörös Szobába, egy állandóan a levegőben tartózkodó támaszpontra.
Drejkov gratulál Melinának az akcióhoz, de rájön, hogy Melina és Natasa arcmaszk technológiával helyet cseréltek. Natasa megtudja, hogy a Kiképző valójában Antonia, Drejkov lánya, aki olyan súlyos sérüléseket szenvedett, hogy Drejkovnak csipet kellett a fejébe helyeznie, és ezzel egyúttal tökéletes katonává változtatta.
Natasa megtudja, hogy a Drejkovból kiáradó egyedi feromon miatt nem tud neki fizikailag ártani. Drejkov elmondja és meg is mutatja neki egy világtérképen, hogy az egész világon vannak Özvegyei. Natasa szándékosan eltöri az orrát, hogy a feromon ne hasson rá, majd megtámadja Drejkovot, aki azonban el tud menekülni, amikor a többi Özvegy a védelmére kel. Drejkov kiadja nekik a parancsot, hogy Natasát öljék meg. Közelharc és verekedés kezdődik, de az Özvegyek számbeli fölényben vannak Natasával szemben.
Melina kikapcsolja a hajó egyik hajtóművét, miközben Alekszej Antoniával csatázik, Jelena pedig a többi Özvegyet keresi.
Drejkov megszökik, amikor az Özvegyek megtámadják Natasát, de Jelena megmenti az életét a vörös por levegőbe juttatásával, ami másodpercek alatt felszabadítja az Özvegyeket az elméjük Drejkov általi irányítása alól, így már nem akarják megölni Natasát.
Melina és Alekszej repülőgéppel elmenekülnek. Jelena tönkreteszi Drejkov repülőjének egyik motorját, amitől a gép zuhanni kezd, majd robbanás kíséretében megsemmisül, a rajta lévő emberekkel (köztük Drejkovval) együtt. Jelena zuhanni kezd a föld felé.
Natasa utána ugrik és zuhanás közben ejtőernyőt ad az eszméletlen Jelenára.
A leszállás után Natasa a Vörös Por egyik fioláját használva felszabadítja Antoniát a kémiai kötés alól.
Jelena, Melina és Alekszej elbúcsúznak Natasától, aki meg akarja keresni a többi Bosszúállót.
Két héttel később Natasa újra találkozik Masonnal, aki egy quinjetet ad neki. Natasa ezután távozik, hogy kiszabadítsa az őrizetbe vett Bosszúállókat.
A stáblista utáni jelenetben Jelena találkozik Valentina Allegra de Fontaine grófnővel Natasa sírjánál, majd megkapja következő megbízását. Clint Bartont, a Natasa haláláért felelős férfit kell megölnie.

## Szereposztás
| Szerep                           | Színész                  | Magyar hang            | Leírás |
| -------------------------------- | ------------------------ | ---------------------- | --- |
| Natasa Romanov / Fekete Özvegy   | Scarlett Johansson       | Csondor Kata           | Magasan képzett volt KGB és S.H.I.E.L.D. ügynök, a Bosszúállók tagja.                                                   |
| Natasa Romanov / Fekete Özvegy   | Ever Anderson (fiatalon) | Csikos Léda            | Magasan képzett volt KGB és S.H.I.E.L.D. ügynök, a Bosszúállók tagja.                                                   |
| Jelena Belova / Fekete Özvegy    | Florence Pugh            | Mikecz Estilla         | Orosz kém, akit a Vörös Szobában képeztek ki Fekete Özvegynek.                                                          |
| Jelena Belova / Fekete Özvegy    | Violet McGraw (fiatalon) | Majer Jázmin           | Orosz kém, akit a Vörös Szobában képeztek ki Fekete Özvegynek.                                                          |
| Alekszej Sosztakov / Vörös Őr    | David Harbour            | Király Attila          | Amerika kapitány orosz szuperkatona-mintája, Romanov és Belova apafigurája.                                             |
| Rick Mason                       | O-T Fagbenle             | Horváth-Töreki Gergely | Natasa szövetségese még a S.H.I.E.L.D.-es időkből, aki pénzért hasznos felszereléseket tud szerezni Natasának.          |
| Antonia Drejkov / Kiképző        | Olga Kurilenko           | Mentes Júlia           | Drejkov lánya. A Vörös szoba, azaz Drejkov küldetéseit teljesíti.                                                       |
| Thaddeus Ross                    | William Hurt             | Rosta Sándor           | Külügyminiszter, egykori tábornok.                                                                                      |
| Drejkov tábornok                 | Ray Winstone             | Besenczi Árpád         | A Vörös Szoba vezetője, saját maga szerint a „világ ura”.                                                               |
| Melina Vosztokov / Fekete Özvegy | Rachel Weisz             | Ullmann Mónika         | Orosz kém, akit a Vörös Szobában képeztek ki Fekete Özvegynek; ő fejlesztette ki az elme-ellenőrzési kémiai folyamatot. |
| Okszana                          | Michelle Lee             | Kelemen Kata           | A Vörös Szoba bérgyilkosai.                                                                                             |
| Ingrid                           | Nanna Blondell           | Laurinyecz Réka        | A Vörös Szoba bérgyilkosai.                                                                                             |
| Ursa Major                       | Olivier Richters         | Hám Bertalan           | Sosztakov börtöntársa.                                                                                                  |
| Clint Barton / Sólyomszem        | Jeremy Renner (hang)     | Stohl András           | A Bosszúállók tagja, íjász, és a korábbi S.H.I.E.L.D. ügynök.                                                           |
| Valentina Allegra de Fontaine    | Julia Louis-Dreyfus      | Pálfi Kata             | Grófnő, Jelena tőle kapja az utasításokat.                                                                              |